# Antonio de la Torre
Antonio Jesús de la Torre Martin, född 18 januari 1968 i Málaga, Andalusien, är en spansk skådespelare och journalist.

## Utmärkelser
de la Torre har bland annat vunnit Goyapriset för bästa manliga huvudroll 2019 för El reino.

## Roller i urval
- 2003 – Ta mina ögon
- 2006 – Att återvända
- 2007 – Mörktblånästansvart
- 2008 – Che - Gerillaledaren
- 2013 – Kära passagerare
- 2014 – Marshland
- 2016 – The Night Manager (TV-serie) (4 avsnitt)
- 2018 – El reino
- 2019 – Den ändlösa skyttegraven
- 2020 – The Spanish Princess (TV-serie) (1 avsnitt)
- 2024 – Los destellos